# Nueva Armenia
Nueva Armenia é uma cidade hondurenha do departamento de Francisco Morazán.